# Tsuguharu Foujita
Tsuguharu Foujita (jap. 藤田 嗣治 Fujita Tsuguharu; ur. 27 listopada 1886 w Edo, obecnie Tokio, zm. 29 stycznia 1969 w Zurychu) – japoński malarz, grafik i rysownik. Po swoim chrzcie w Kościele katolickim w 1959 roku używał też imienia Léonard.
W 1913 roku przyjechał do Paryża. Należał do bohemy artystycznej Montparnasse'u.
Utrzymywał przyjazne stosunki z wieloma malarzami: Kislingiem, Modiglianim, Soutine’em i innymi.
W 1918 roku przebywał z Soutine’em i Modiglianim na południu Francji, którą opuścił w 1929 r. W latach trzydziestych wiele podróżował. W 1949 roku powrócił do Francji, gdzie osiadł na stałe. W 1955 roku otrzymał obywatelstwo francuskie.
W swojej twórczości łączył grafikę japońską ze stylistyką europejską. Do jego głównych tematów należał: akt, martwa natura, pejzaż oraz zwierzęta – głównie koty.
Kolekcję jego dzieł posiada Narodowe Muzeum Sztuki w Osace.
Odznaczony Legią Honorową i belgijskim Orderem Leopolda (1925). Laureat Nagrody Asahi za 1942 rok.